# Prix Jean-Kahn
Pour les articles homonymes, voir Kahn.

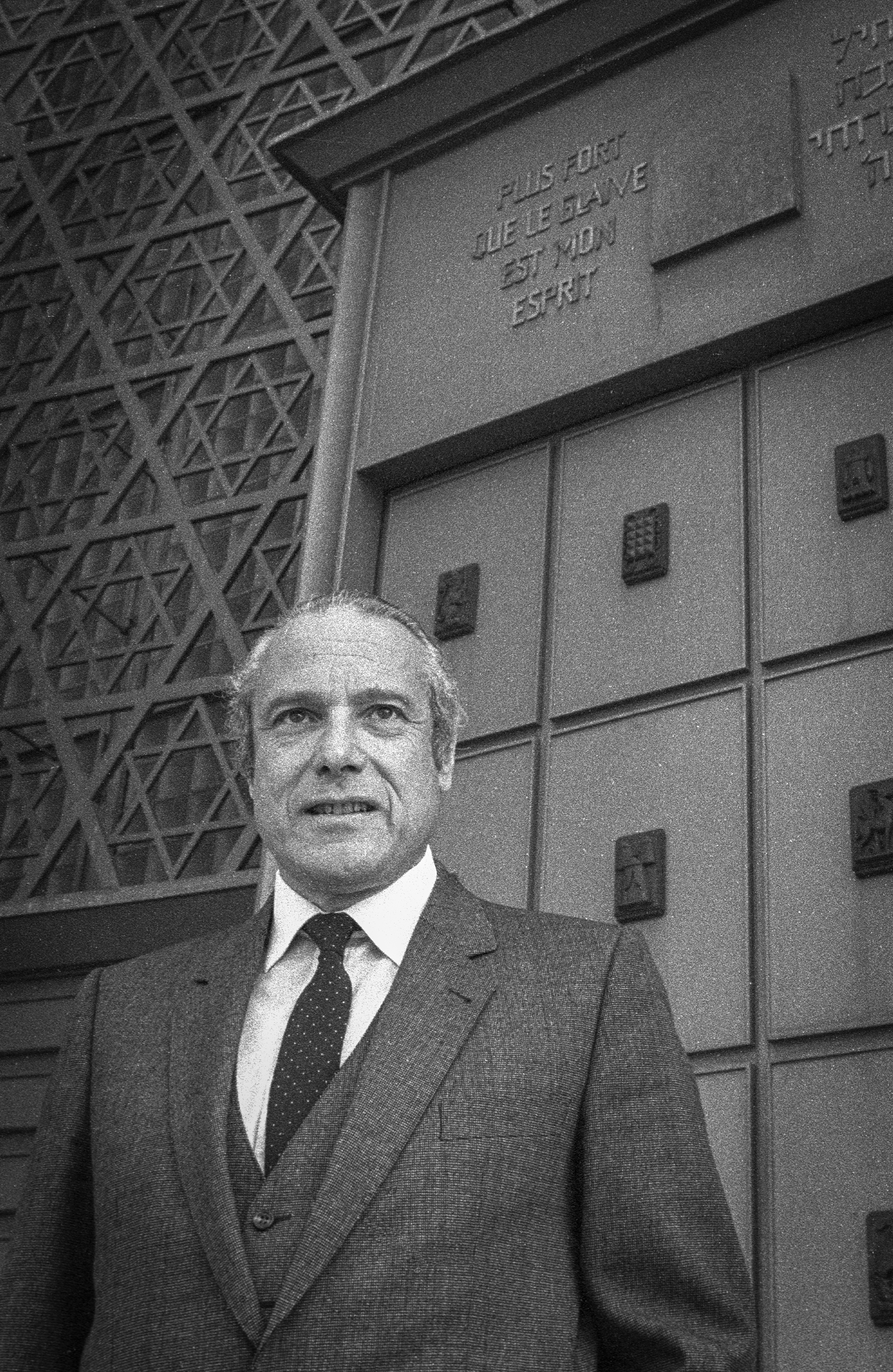
Jean Kahn (1929-2013)
en octobre 1980

Le prix Jean-Kahn est un prix créé par le conseil d'administration de l'Observatoire européen des phénomènes racistes et xénophobes (EUMC). L'EUMC a créé le prix Jean-Kahn en vue de favoriser la diversité et de couronner une contribution d'exception dans la lutte contre le racisme et la discrimination en Europe.
Ce prix est en outre un hommage au premier président de l'EUMC, Jean Kahn, père du concept d'Observatoire européen concrétisé par le Conseil de l'Union européenne en 1997. Bob Purkiss, président de l'EUMC, estime que « Jean Kahn est un modèle pour nous tous car il a dédié sa vie à son idéal altruiste d'une Europe assumant harmonieusement sa diversité ethnique, culturelle et religieuse ».
Le prix est destiné à récompenser les individus ou organisations qui ont apporté une contribution exemplaire à la lutte contre le racisme, la xénophobie et l'antisémitisme, en mettant en œuvre des bonnes pratiques ou des projets innovateurs à l'échelle européenne et en donnant l'impulsion de changements significatifs et durables.
Comme l'a précisé Mme Beate Winkler, directrice de l'EUMC, « en créant ce prix, l'EUMC souhaite honorer Jean Kahn pour son apport exceptionnel et, simultanément, encourager les individus et organisations de l'Europe tout entière à suivre son exemple ».
Le premier lauréat du prix Jean-Kahn est sélectionné par un jury international au cours de l'automne 2003.
Le « prix Jean-Kahn » est remis pour la première fois le 29 octobre 2003, par l’Observatoire européen des phénomènes racistes et xénophobes à Vienne. Ce prix est décerné à l’ONG FARE (Football Against Racism in Europe) dont l’objet est de lutter contre le racisme dans les stades de football, que ce soit au niveau des joueurs ou du public.